# Чарна Вода (град)
Чарна Вода (пољ. Czarna Woda) град је у Пољској у Војводству поморском. По подацима из 2012. године број становника у месту је био 3303.

## Становништво
| 2012. |
| ----- |
| 3.303 |